# Joachim Stoermer
Joachim Stoermer (* 29. Februar 1924 in Bremen; † 20. August 2002 in Essen) war ein deutscher Kinderkardiologe in Göttingen und Essen.

## Leben
Joachim Stoermer war der Sohn des Obersts Alfred Stoermer. Seine Schulzeit verbrachte er in Bremen, Münster, Stettin und Hannover, wo er 1942 die Reifeprüfung ablegte. Im selben Jahr begann er sein Medizinstudium an der Universität Göttingen. Nach dem Examen und der Ausbildung zum Kinderarzt in Göttingen habilitierte er sich dort für Kinderheilkunde (1960) und Kinderkardiologie (1962). 1966 wurde er zum apl. Professor ernannt. 1973 berief ihn die Universität Essen auf den neuen kinderkardiologischen Lehrstuhl. Mit einem Herzkatheterlabor und einer EKG-Einheit baute er seine Abteilung zu einem hochmodernen und leistungsfähigen Zentrum aus. Wesentliche Fortschritte der Kinder-Herzchirurgie sind seinen Vorarbeiten zu verdanken. In zahlreichen Fachgesellschaften bekleidete er führende Ämter. Als Präsident der Deutschen Gesellschaft für Pädiatrische Kardiologie richtete er 1980 ihren Kongress in Essen aus. 1989 wurde er emeritiert.
Seit 1943 war er Mitglied des Corps Hannovera Göttingen. Als Studentenhistoriker arbeitete er an der von Franz Stadtmüller herausgegebenen Geschichte des Corps Hannovera zu Göttingen 1809-1959 mit und verantwortete aus eigenem Erleben die Darstellung der Geschichte des Fortbestands des Corps als Kameradschaft im Dritten Reich. Als Herausgeber zeichnet er 1996 auch für die Fortschreibung der Geschichte des Corps Hannovera zu Göttingen 1959–1994 verantwortlich. Hannovera verlieh ihm im Sommersemester 1996 für seine Verdienste die Ehrenmitgliedschaft. In seiner Essener Zeit erhielt er 1980 das Band des Corps Neoborussia Berlin zu Bochum.

## Werke
- mit Wilhelm Heck: Pädiatrischer EKG-Atlas.  Stuttgart 1959
- Das Elektrokardiogramm als Ausdruck der verschiedenartigen Hypertrophie des rechten Ventrikels beim Fallot und bei der Pulmonalstenose. Göttingen 1960
- Klinisch-elektrokardiographische Untersuchungen über die Rechtshypertrophie im Säuglings- und Kindesalter bei angeborenen Herzfehlern. Göttingen 1960
- Pädiatrischer EKG-Atlas, 2., neubearb. u. erw. Aufl. Stuttgart 1971
- Herz und Kreislauf. Berlin 1982